# Александър Померанцев
Александър Никанорович Померанцев (на руски: Александр Никанорович Померанцев) е руски архитект, новатор и просветен деятел.

## Биография
Роден е на 30 декември 1849 година в Москва, Русия. Получава висше образование в Петербургската художествена академия, която завършва със златен медал и стипендия за чужбина. Прекарва годините от 1879 до 1887 във Франция, Швейцария и Италия, където има възможност да проектира и строи. В Палермо създава „Капелла Паладиана“ в духа на нормано-сицилианската аритектура. Получава званието „академичен архитект“ и скоро след това става професор в Художествената академия в Петербург.
От 1889 до 1899 г. е ректор на Академията. През 1894 – 1896 г. строи „Верхние торговые ряды“ в Москва, уникално за времето си здание, в което се съчетават „руският стил“ с най-новите метални конструкции. Плановата схема е също модерна, свидетелство за което е фактът, че и днес обектът остава център на търговията в централната част на Древна Москва. Строи и павилиони и халета в Нижни Новгород и участва в оформлението на площите и сградите на Нижегородския панаир, известен в цял свят.
В църковните сгради, които проектира и строи, той спазва традиционните правила на православието, като ги съчетава умело с модерното за началото на ХХ век пространствено мислене.
През 1882 година княз Александър I Батенберг му възлага строежа на софийския храм-паметник „Свети Александър Невски“.
Умира през 1918 година в Санкт-Петербург на 68-годишна възраст.

## Галерия
- „Верхние торговые ряды“ в Москва (днес ГУМ)
- Николаевски жп мост в Москва
- Синодален метох „Свети Митрофан“ в Петербург
- Домът на Спиридонов в Санкт Петербург
- Църква „Св. Димитър Солунски“ в село Берьозовка
- Храм-паметник „Свети Александър Невски“ в София
- Църква „Свети Александър Невски“ в Челябинск
- Някогашният Градски съвет, сега Кметство на Ростов на Дон
- Домът на търговеца Генч-Оглуев в Ростов на Дон
- Хотел „Московская“ в Ростов на Дон
- Регионален исторически музей Кърджали